# Gare de Oued Aïssi - Université
Pour les articles homonymes, voir Gare de l'Université.
La gare de Oued Aïssi - Université est une gare ferroviaire algérienne située sur le territoire de la commune de Tizi Ouzou, dans la wilaya de Tizi Ouzou.

## Situation ferroviaire
La gare est située à proximité du campus universitaire de Oued Aïssi, à l'est de Tizi Ouzou, sur la ligne de Thénia à Oued Aïssi, où elle est précédée de la gare de Kef Naâdja et suivie de celle de Oued Aïssi.

## Histoire
La gare est mise en service le 9 juin 2017 à la suite de l'extension de la ligne de Thénia à Oued Aïssi de la gare de Tizi Ouzou à celle de Oued Aïssi,.

## Service des voyageurs

### Desserte
La gare de Oued Aïssi - Université est desservie par les trains du réseau ferré de la banlieue d'Alger assurant les liaisons Alger - Oued Aïssi ou Thénia - Oued Aïssi.